# جنگجویان خارجی در جنگ داخلی سوریه و جنگ در عراق
جنگجویان خارجی در هر چهار طرفِ درگیر در جنگ داخلی سوریه و همچنین هر دو جبههٔ جنگ داخلی عراق جنگیده‌اند. علاوه بر جنگجویان خارجی سنی، مبارزان شیعه از چندین کشور به شبه‌نظامیان طرفدار دولت در سوریه پیوستند، شبه نظامیان چپ نیز به نیروهای مبارز کرد پیوستند، و دیگر جنگجویان خارجی در سطح جهانی به سازمان‌های جهادی و پیمانکاران نظامی ملحق شدند. تخمین زده می‌شود که تعداد کل سنی‌های خارجی که در طول درگیری برای شورشیان سوری جنگیده‌اند از ۵۰۰۰ تا بیش از ۱۰۰۰۰ نفر باشد، در حالی که تعداد مبارزان شیعه خارجی در سال ۲۰۱۳ حدود ۱۰۰۰۰ یا کمتر بوده‌ و به ۱۵۰۰۰ تا ۲۵۰۰۰ در سال ۲۰۱۷ افزایش یافته‌است.
حضور جنگجویان جهادی خارجی، به ویژه در گروه‌های ضددولتی، در طول جنگ داخلی سوریه به‌طور پیوسته افزایش می‌یافت. در مرحلهٔ اولِ شورش در اواسط ۲۰۱۱ تا اواسط سال ۲۰۱۲، حضور جنگجویان خارجی ناچیز بود. در اواسط سال ۲۰۱۲ تا سال ۲۰۱۳ که اواخر مرحله تشدید تنش بود، تعداد آن‌ها افزایش یافت، اما هنوز تعداد آن‌ها از مبارزان مقاومت سوریه بسیار کمتر بود (تنها حدود ۱۲۰۰ جهادگر خارجی ضددولتی در سوریه در سال ۲۰۱۳ کشته شدند). با ظهور داعش، جبهه النصره و سایر گروه‌ها در طول سال ۲۰۱۴، تعداد جنگجویان خارجی به شدت افزایش یافت و با گروه‌های شورشی سوری، اعم از جهادی و غیرجهادی، همراه شدند. تا سال ۲۰۱۵، تعداد جهادگران خارجی از جهادگران سوری و سایر شورشیان در فهرست تلفات بیشتر بود (۱۶۲۱۲ جهادگر خارجی ضددولتی در سال ۲۰۱۵ در مقایسه با ۷۷۹۸ شورشی ضددولتی سوری کشته شده در همان سال)، روندی که در سال ۲۰۱۶ (۱۳۸۹۷ جهادگر خارجی و ۸۱۷۰ شورشی سوری) و ۲۰۱۷ (۷۴۹۴ جهادگر خارجی و ۶۴۵۲ شورشی سوری) نیز ادامه یافت. با این حال، اگرچه تعداد تلفات در این مرحله بالا بود، اما ورود جنجگویان خارجی کاهش یافت: به گفته ارتش ایالات متحده، جنگجویان خارجی که در سال‌های ۲۰۱۳–۲۰۱۵ به سوریه و عراق می‌آمدند به‌طور متوسط ۲۰۰۰ جنگجو در ماه بودند، اما تا سال ۲۰۱۶، این رقم به کمتر از ۵۰۰ جنگجو در ماه کاهش یافت که این رقم کمتر هم می‌شد. تا سال ۲۰۱۸، نسبت جنگجویان خارجی بسیار کاهش یافت (به دنبال تلفات سنگین در نبردهای خونین ۲۰۱۵–۲۰۱۷ و مداخلات مختلف نیروهای نظامی خارجی)، و این بار شورشیان سوری تلفات بیشتری نسبت به جنگجویان خارجی داشتند (۲۷۴۶ جهادگر خارجی کشته شدند. در مقایسه با ۵۸۵۲ شورشی سوری).
بر اساس گزارش دیده‌بان حقوق بشر سوریه، حداقل ۶۵٬۷۲۶ جنگجوی خارجی ضددولتی (تقریباً کاملاً جهادی) در سوریه تا ماه مه ۲۰۲۰ کشته شدند که تقریباً نیمی از ۱۳۸٬۲۰۲ جنگجوی ضد دولتی کشته شده در آن نقطه را تشکیل می‌دهد. علاوه بر این، تا آن زمان، ۱۰٬۰۴۵ جنگجوی خارجی طرفدار دولت سوریه (۱۷۰۰ حزب‌الله لبنان و ۸۳۴۵ نفر دیگر از جمله بیش از ۲۰۰۰ شبه نظامی لواء فاطمیون) و ۲۶۴ سرباز و مزدور روسی کشته شدند.

## ملیت جنگجویان خارجی
جنگجویان خارجی از کشورهای عربی خلیج فارس، تونس (به دنبال انقلاب در خود تونس)، لیبی (به دنبال جنگ داخلی لیبی)، چین، سایر کشورهای عربی، روسیه، از جمله منطقه قفقاز شمالی، و کشورهای غربی هستند. برخی از گروه‌های جهادی یک ملیت واحد دارند، همان‌طور که در مورد امارت قفقاز (چچن‌ها) و حزب اسلامی ترکستان (ایغورها) یا شیعیان افغان لشکر فاطمیون، چنین است.
گروه سوفان در گزارش ۷ دسامبر ۲۰۱۵ خود، تخمین‌هایی را برای تعداد جنگجویان خارجی در سوریه و عراق بر اساس کشور و منطقهٔ مبدأ بر اساس اطلاعات مربوط به سال‌های ۲۰۱۴ و ۲۰۱۵ ارائه کرد. در این مطالعه که فقط جنگجویان خارجی داعش، النصره و دیگر گروه‌های جهادی سنی را شامل می‌شود، کشورهایی با بیشترین تعداد جنگجویان خارجی عبارتند از تونس (۶۰۰۰)، عربستان سعودی (۲۵۰۰)، روسیه (۲۴۰۰)، ترکیه (۲۱۰۰)، اردن (بیش از ۲۰۰۰) و تعداد جنگجویان بر اساس منطقه نیز گزارش شده‌است: خاورمیانه (۸۲۴۰)، مغرب (۸۰۰۰)، اروپای غربی (۵۰۰۰)، جمهوری‌های شوروی سابق (۴۷۰۰)، آسیای جنوب شرقی (۹۰۰)، بالکان (۸۷۵) و آمریکای شمالی (۲۸۹). از مجموع ۵۰۰۰ جنگجوی تخمینی اروپای غربی، تقریباً ۳۷۰۰ جنگجو فقط از چهار کشور اروپای غربی بودند: فرانسه (۱۷۰۰)، آلمان (۷۶۰)، بریتانیا (۷۶۰) و بلژیک (۴۷۰). بین سال‌های ۲۰۱۴ و ۲۰۱۵، این گزارش افزایش نزدیک به ۳۰۰ درصدی تعداد جنگجوهای روسیه و آسیای مرکزی را تخمین زد، در حالی که تعداد کل جنگجویان سفر به سوریه و عراق «نسبتاً ثابت» شده بود. در این گزارش اشاره شد که جریان جنگجویان خارجی «نه بر اساس منطقه و نه بر اساس کشور یکسان نیست». گروه سوفان در ۱۵ اکتبر ۲۰۱۶ گزارش داد که از سال ۲۰۱۴ «تعداد جنگجویان خارجی سفرکرده به سوریه، افزایش قابل توجهی داشته‌است». وزارت خارجه ایالات متحده در ۲ ژوئن ۲۰۱۶ گزارش داد که «جامعه اطلاعاتی» تخمین زده که احتمالاً «بیش از ۴۰۰۰۰ جنگجوی خارجی و از بیش از ۱۰۰ کشور جهان وارد درگیری [در سوریه] شده‌اند.»
این پدیده باعث نگرانی در کشورهای مبدأ جنگجویان خارجی شده‌است. این پدیده جدید نیست، اما اندازه و تنوع منشأ در این وسعت غیرعادی بود.

### جهان عرب

#### دیگر کشورها
فلسطینی‌ها نیز برای هر دو طرف درگیری جنگیده‌اند. حماس که بیشتر از مخالفان حمایت می‌کند و PFLP-GC و جبهه مبارزه مردمی فلسطین از دولت حمایت می‌کنند.
شیخ ابو المنذر الشنقیطی، یک ایدئولوگ برجسته جهادی موریتانیایی، در سال ۲۰۱۲ خواستار حمایت از جبهه النصره شد.

### غرب آسیا

#### ایران
هزاران عامل ایرانی -به تعداد ۱۰۰۰۰ نفر تا پایان سال ۲۰۱۳، از جمله نیروهای عادی و اعضای شبه نظامی- در جنگ سوریه در جبههٔ طرفداران دولت جنگیده‌اند، تهران در سال ۲۰۱۸ اعلام کرد که طی هفت سال گذشته ۲۱۰۰ سرباز ایرانی در سوریه و عراق کشته شده‌اند.

#### افغانستان
مبارزان شیعه افغان در سوریه در جبههٔ طرفدار دولت حضور گسترده‌ای داشته‌اند. در سال ۲۰۱۸ گزارش شد که در پنج سال گذشته ۲۰۰۰ افغان در سوریه کشته و بیش از ۸۰۰۰ زخمی شده‌اند که برای لشکر فاطمیون -که عمدتاً از اقلیت هزاره افغان تشکیل شده‌است-می‌جنگیدند. بر اساس گزارش‌ها، لشکر در سال‌های ۲۰۱۶–۲۰۱۷ ۱۰۰۰۰ تا ۲۰۰۰۰ جنگجو داشت.

#### آذربایجان
آذربایجان دارای جمعیتی با اکثریت شیعی و اقلیت سنی است. برخی از شهروندان اهل سنت آذربایجان به سازمان‌های تروریستی در سوریه پیوسته‌اند.

### شرق آسیا

#### چین

پرچم حزب اسلامی ترکستان در سوریه

گروه شبه نظامی اویغورِ حزب ترکستان اسلامی در سوریه (TIP) تعداد زیادی از جنگجویان خود را که در یگانی به نام «تیپ ترکستان» فعالیت می‌کردند را برای شرکت در جنگ داخلی سوریه اعزام کرد. آن‌ها در نبردهای متعددی در سوریه از جمله حمله به جسر الشغور در سال ۲۰۱۵ شرکت کرده‌اند. رهبر TIP در سوریه ابورضا الترکستانی بود.

#### جنوب شرقی آسیا
اندونزی و مالزی مبدأ اصلی جنگجویان خارجی از جنوب شرقی آسیا هستند و تخمین زده می‌شود که ۵۰۰ اندونزیایی و ۲۰۰ مالزیایی برای جنگ برای داعش به سوریه سفر کرده‌اند. همچنین تخمین زده شده که بیش از ۲۰۰ فیلیپینی، اکثراً عضو ابوسیاف (ASG) و مبارزان آزادی اسلامی بانگسامورو (BIFF)، در عراق و سوریه زیر نظر دولت اسلامی آموزش می‌بینند و می‌جنگند.کشورهای جنوب شرق آسیا خاستگاه حدود ۵۰۰ کودک جنگجو در داعش هستند.

### آسیای مرکزی

#### یوگسلاوی سابق
مسلمانان بالکان در جنگ علیه دولت سوریه به مخالفان پیوستند و تعدادی از آن‌ها کشته شدند.

#### روسیه
آژانس امنیت فدرال روسیه در ژوئیه ۲۰۱۳ تخمین زد که حدود ۲۰۰ شهروند روسی برای مخالفان سوری می‌جنگند، در حالی که ابراز نگرانی کرد که جنگجویان پس از بازگشت می‌توانند حملات شبه‌نظامی در روسیه انجام دهند. در دسامبر ۲۰۱۳، برآورد رسانه‌های روسیه برای شهروندان روسی که برای شورشیان می‌جنگند به ۴۰۰ نفر افزایش یافت. اگرچه به دلیل استفاده گسترده از نام عربی الشیشانی، جنگجویان روسی به عنوان چچنی یاد کرده می‌شوند، اما جنگجویان خارجی از طیف گسترده‌ای از گروه‌های قومی و فرعی بودند.

### کشورهای غربی
هم نوکیشان اروپایی، هم فرزندان مهاجران یا مهاجران برای مبارزه به سوریه رفته‌اند. این دسته شامل شهروندان فرانسه (با بیشترین تعداد جنگجو) و پس از آن بریتانیا، آلمان، بلژیک، هلند و ایتالیا می‌شود. گزارش مرکز بین‌المللی مبارزه با تروریسم - لاهه (ICCT) در آوریل ۲۰۱۶ نشان می‌دهد که در مجموع ۳۹۲۲–۴۲۹۴ جنگجوی خارجی از کشورهای عضو اتحادیه اروپا در جنگ حضور داشتند که ۳۰ درصد از آن‌ها به کشورهای خود بازگشته‌اند. راب وینرایت، مدیر یوروپل در سال ۲۰۱۳ گزارش کرده که جنگجویان بازگشته «می‌توانند داوطلبان دیگر را برای پیوستن به مبارزات مسلحانه تحریک کنند» و همچنین از آموزش، تجربه رزمی، دانش و تماس‌های خود برای انجام چنین فعالیت‌هایی در اتحادیه اروپا استفاده کنند.
داعش مجرمان اروپایی را هدف استخدام قرار داد. تخمین زده می‌شود که ۵۰ تا ۸۰ درصد اروپایی‌های عضو داعش دارای سابقه کیفری هستند، در مقایسه با القاعده، که در آن ۲۵ درصد اروپایی‌ها سابقه کیفری دارند.

#### استرالیا
استرالیایی‌ها و شهروندان ایالات متحده نیز برای اردوگاه مخالفان سوریه می‌جنگیدند، آژانس‌های امنیتی استرالیا تخمین می‌زنند که حدود ۲۰۰ استرالیایی در این کشور می‌جنگند که ده‌ها نفر از آن‌ها بخشی از جبهه النصره هستند.

#### بلژیک
همان‌طور که گزارش ICCT در آوریل ۲۰۱۶ نشان می‌دهد، بلژیک دارای بالاترین سرانه نیروی جنگجو خارجی است. تعداد تخمین زده شده بین ۴۲۰–۵۱۶ نفر است.

#### فرانسه
حدود ۷۰۰ شهروند فرانسه در سوریه می‌جنگند.

#### آلمان
تخمین زده می‌شود که بین ۷۲۰ تا ۷۶۰ نفر از آلمان به سوریه و یا عراق رفتند. ۴۰ درصد از این گروه فقط تابعیت آلمانی دارند، در حالی که ۲۰ درصد دیگر دارای تابعیت دوگانه هستند که یکی از آن‌ها آلمانی است.

#### هلند
تا آوریل ۲۰۱۶، ۲۲۰ نفر برای رفتن به سوریه یا عراق خاک هلند را ترک کردند. اکثر آن‌ها مرد و زیر ۲۵ سال بودند.

#### ایالات متحده
تعداد جنگجویان داعش از آمریکا مشخص نیست. در ۱ اکتبر ۲۰۲۰، وزارت دادگستری ایالات متحده اعلام کرد که با موفقیت ۲۷ آمریکایی را از سوریه و عراق بازگردانده است.